# The House in the Middle
The House in the Middle is een Amerikaanse korte educatieve film uit 1954 gemaakt in opdracht van de Federal Civil Defense Administration. De film toont hoe een goed onderhouden huis een betere weerstand biedt tegen een atoombom dan een dat slecht onderhouden is. De film werd in 2001 toegevoegd aan het National Film Registry. Een versie van de film bevindt zich in de Prelinger Archives.